# Nerf Herder
Nerf Herder — поп-панк группа из Санта-Барбары, Калифорния.

## История
Группа собрана в 1994 году Пэрри Гриппом (вокал, гитара), Чарли Деннисом (бас) и Стивом Шерлоком (ударные). Они величают свою юморную музыку как «ботанский рок».
Чарли ушёл из группы после релиза дебютного альбома и был заменён Питом Ньюбари и гитаристом Дэйвом Элричем. Перебывание в группе Ньюбари было недолгим и на его место пришёл Джастин Фишер.
В 2003 году после окончания тура American Cheese, в то время как Бен Прингл (The Rentals) заменил Фишера (который ушёл в свой собственный проект Psoma), команда была расформирована.
Позже в 2005, Nerf Herder вернулась на сцену своим оригинальным составом.

## Дискография
- Nerf Herder — 1996
- How To Meet Girls — 2000
- High Voltage Christmas Rock — 2000
- American Cheese — 2002
- My [EP] — 2003
- IV — 2008

## Интересные факты
- Группа участвовала в записи заглавной темы к телесериалу «Баффи — истребительница вампиров»[1].
- Пэрри Грипп написал песню про осьминога Пауля, который живёт в океанариуме немецкого Оберхаузена и предсказывает результаты матчей чемпионата мира по футболу 2010 года. Видеоклип на эту песню Грипп выложил на видеопортале YouTube. Песня называется «Paul The Octopus» («Осьминог Пауль»), а её припевом служит фраза «Paul the Octopus, we love you!» («Осьминог Пауль, мы любим тебя!»).